# Medvehagyma
A medvehagyma (Allium ursinum) az egyszikűek (Liliopsida) osztályának spárgavirágúak (Asparagales) rendjébe, ezen belül az amarilliszfélék (Amaryllidaceae) családjába tartozó faj. Nevét arról kapta, hogy a barnamedvék előszeretettel fogyasztják a növényt, és még a föld alól is gyakran kiássák, de hasonlóképp kedvelik a vaddisznók is.
Népies nevei: jurda, poroszhagyma, sajamás, salamás, sarima, sási-hagyma, selyemi hagyma, vadfokhagyma. Egyes források kígyóhagymát is népies nevének tekintik, valójában az egy másik növényt, a vadsnidlinget jelöli (Allium scorodoprasum)

## Előfordulása
Egész Európában megtalálható. Magyarországon Baranya, Somogy, Tolna és Veszprém vármegyében elterjedt.

## Megjelenése

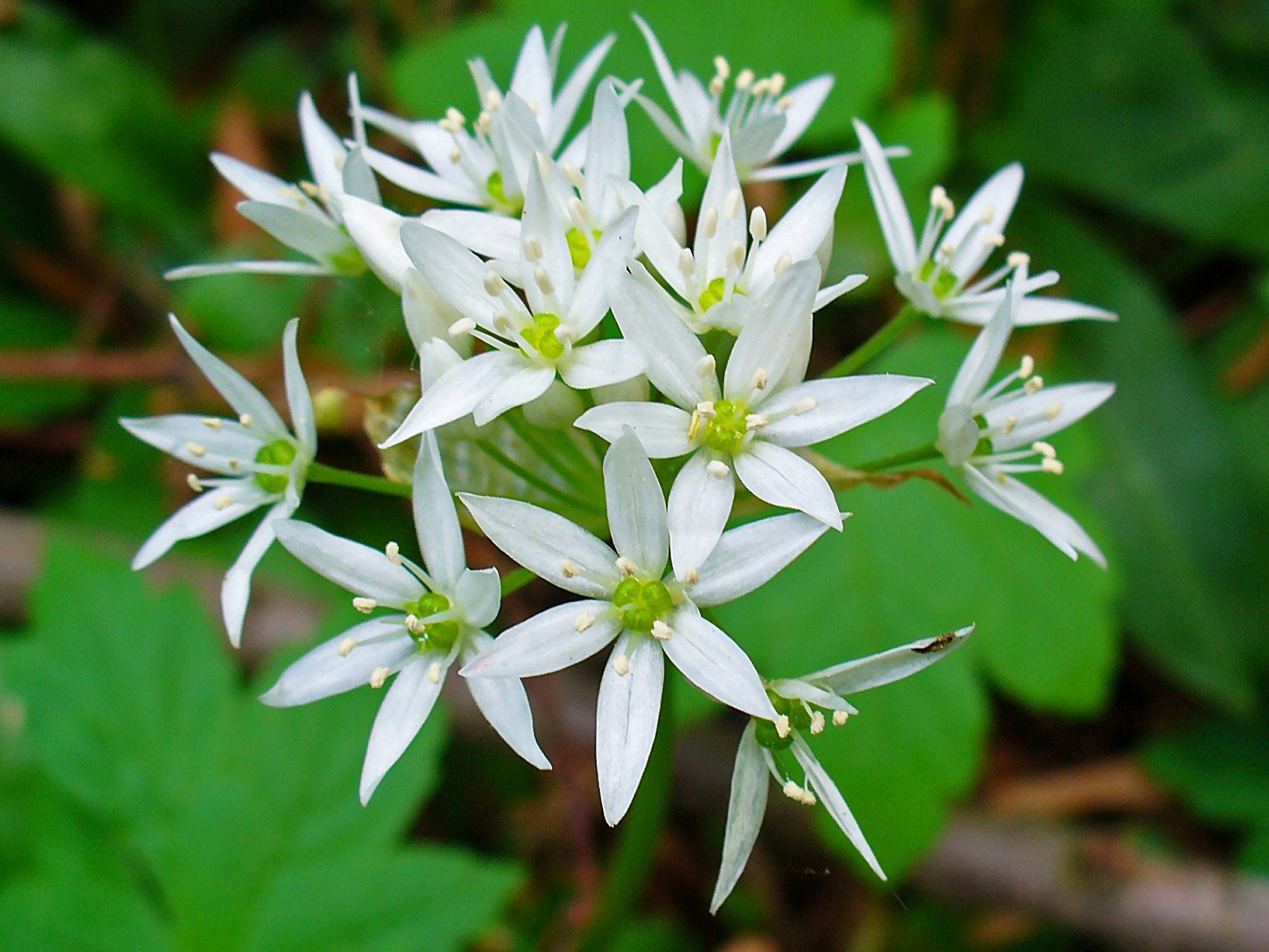
A medvehagyma virágzata

Fehér, megnyúlt buzogány alakú (45 mm hosszúra és 5 mm vastagra hízó) hagymájából rendesen két nagy, tojásdad, hosszú nyelű, a végén kihegyesedő, 15–25 cm magasra emelkedő tőlevelet hoz. A külső levél hüvelye hártyás. Levéllemeze átlag 15 cm hosszú és 4 cm széles, és sötétebb zöld fonákukat fordítják a nap felé.
Virágrügyeit két hártyaszerű, barna buroklevél védi. A kinyílt virágok hófehérek, háromszögletű tőkocsányon, tömött ernyőkben nyílnak. Három rekeszű toktermése van.

## Életmódja, élőhelye

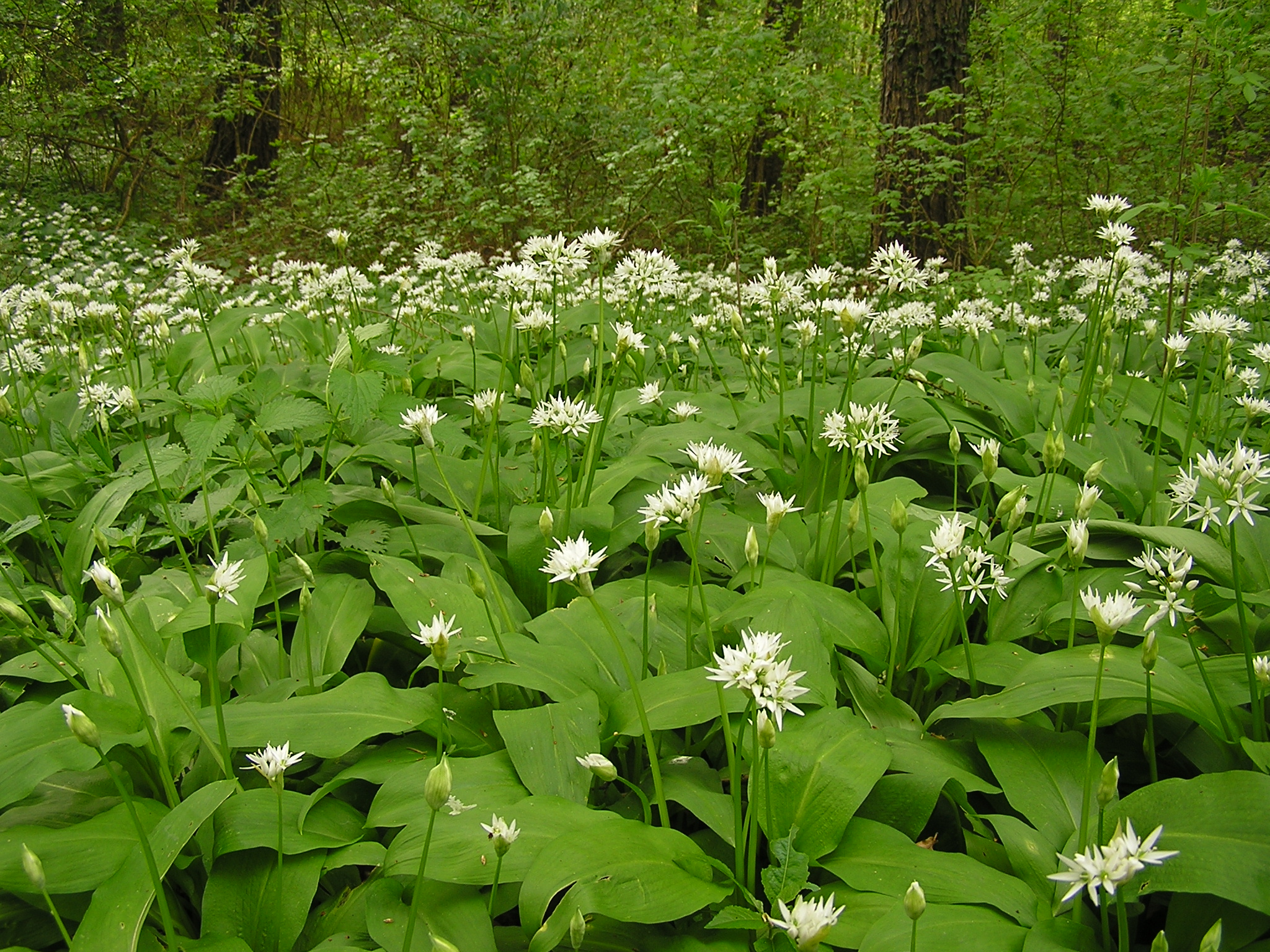
Virágzó medvehagymamező

Évelő növény. A nedves, árnyas erdőkben érzi jól magát, az enyhén savas talajt kedveli. Erősen fokhagymaillatú levelei kora tavasszal jelennek meg, és a nyár közepére elszáradnak. Április-májusban virágzik.
Hazánkban főleg a gyertyános, tölgyes vagy bükkös erdők aljnövényzetében nő tömegesen. Március elejétől már látható hajtásai vannak. Tömeges tenyészhelye a Zselic, a Gerecse, Bakony és a Mecsek, ahol legkorábban Orfű környékén, illetve a Misina déli lejtőin jelenik meg.

## Gyűjtése

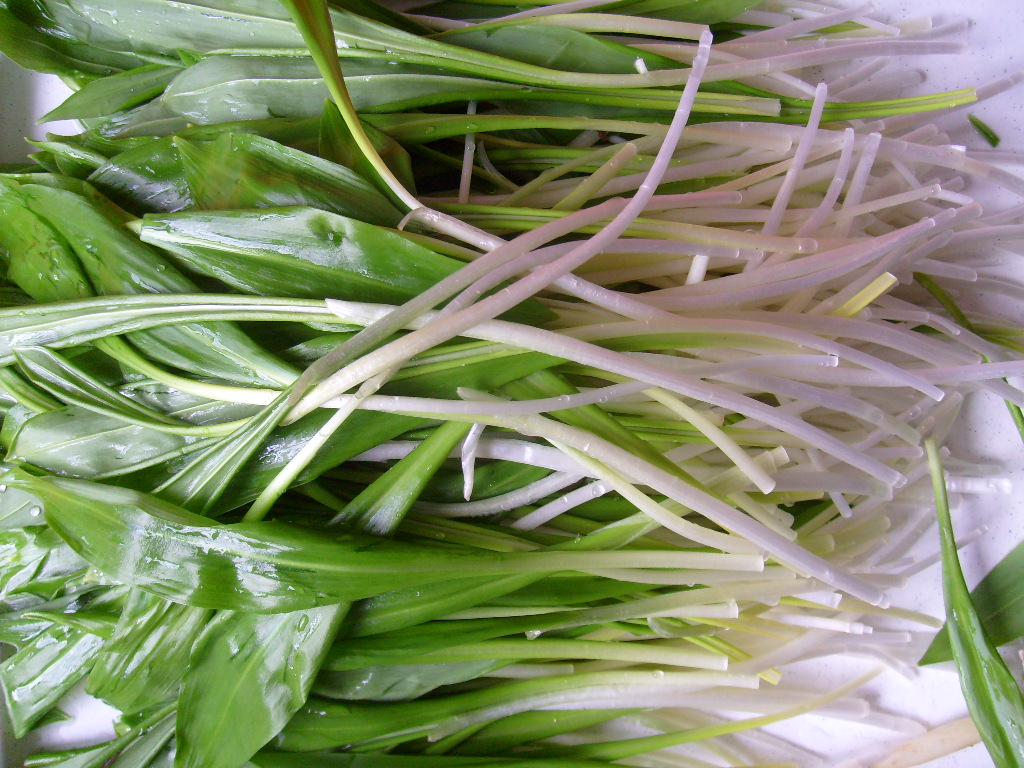
Frissen szedett, tisztított medvehagyma

Leveleit tavasszal, a virágzás előtt szedik, és frissen használják fel, mert szárítva gyógyhatásuk gyengül. Hagymáját a fokhagymáéval azonos módon hasznosítják.
Gyűjtéskor fontos az óvatosság, mivel a medvehagyma könnyen összetéveszthető a – hasonló körülmények között élő – májusi gyöngyvirággal (Convallaria majalis) illetve az őszi kikericcsel (Colchicum autumnale). Mindkét esetben az eredmény súlyos, esetenként halálos mérgezés lehet, mivel az említett két növény levelei emberi fogyasztásra alkalmatlanok.
A medvehagyma és a másik két növény közti legfőbb különbség az, hogy a medvehagyma levelei és virágzata is erősen fokhagyma-illatúak, míg a másik két növényé nem. A gyöngyvirág levelei rövidebbek és jelentősen szélesebb, tojásdad alakúak; virágai pedig nem a szár csúcsán, hanem a tő közelében erednek és édes illatúak. A medvehagymához alakban közelebb álló kikericsnek pedig más az élőhelye: a medvehagymával ellentétben füves réteken, napfényes mezőkön nő.
A védett területek kivételével hazánkban még nem tiltott gyűjtése. A természetes hazai medvehagyma állomány védelméért érdemes egy-egy tőről csak a levelek felét leszedni, mert így a hagyma virágozhat, és a magok elszórása is biztosított marad.
Jelen törvényi szabályozás szerint, magánszemély naponta, saját felhasználására 2 kg mennyiséget gyűjthet állami, nem védett területen. Természetvédelmi területen a gyűjtése egyértelműen tilos! 

## Felhasználása
Nagyon sokféle bántalomra használható. Nyersen feldarabolva vajas kenyérre szórva vagy salátákhoz keverve. Leveseket, burgonyás ételeket fűszerezhetünk vele, vagy főzhetünk belőle medvehagyma-krémlevest (egy krumpli, hagyma, fokhagyma és tejszín hozzáadásával), illetve a hűtőszekrényben tárolható pesztóként (olajjal, parmezán sajttal, sóval és magokkal összeturmixolva), ami rizses és tésztaételek szószaként is finom. Régi, népi étel (pl. beré) különleges ízhatású változatát adhatja. A jellegzetesen erős illatát az ételekbe keverve elveszti, így nagyon kellemes aromát ad az ételeknek.
További felhasználási lehetőség, ha a spenóthoz hasonlóan készítjük el főzelékként. Rántás nem kell hozzá: enyhén párolva, majd összeturmixolva finom étel.
Sokoldalúságát bizonyítja, hogy sok élelmiszeripari cég alkalmazza különböző alaptermékeik ízesítéséhez. Például: medvehagyma pesztó, Medvehagyma olívaolajban, 
medvehagyma só, medvehagymás mustár, medvehagymás torma stb.

## Gyógyhatása

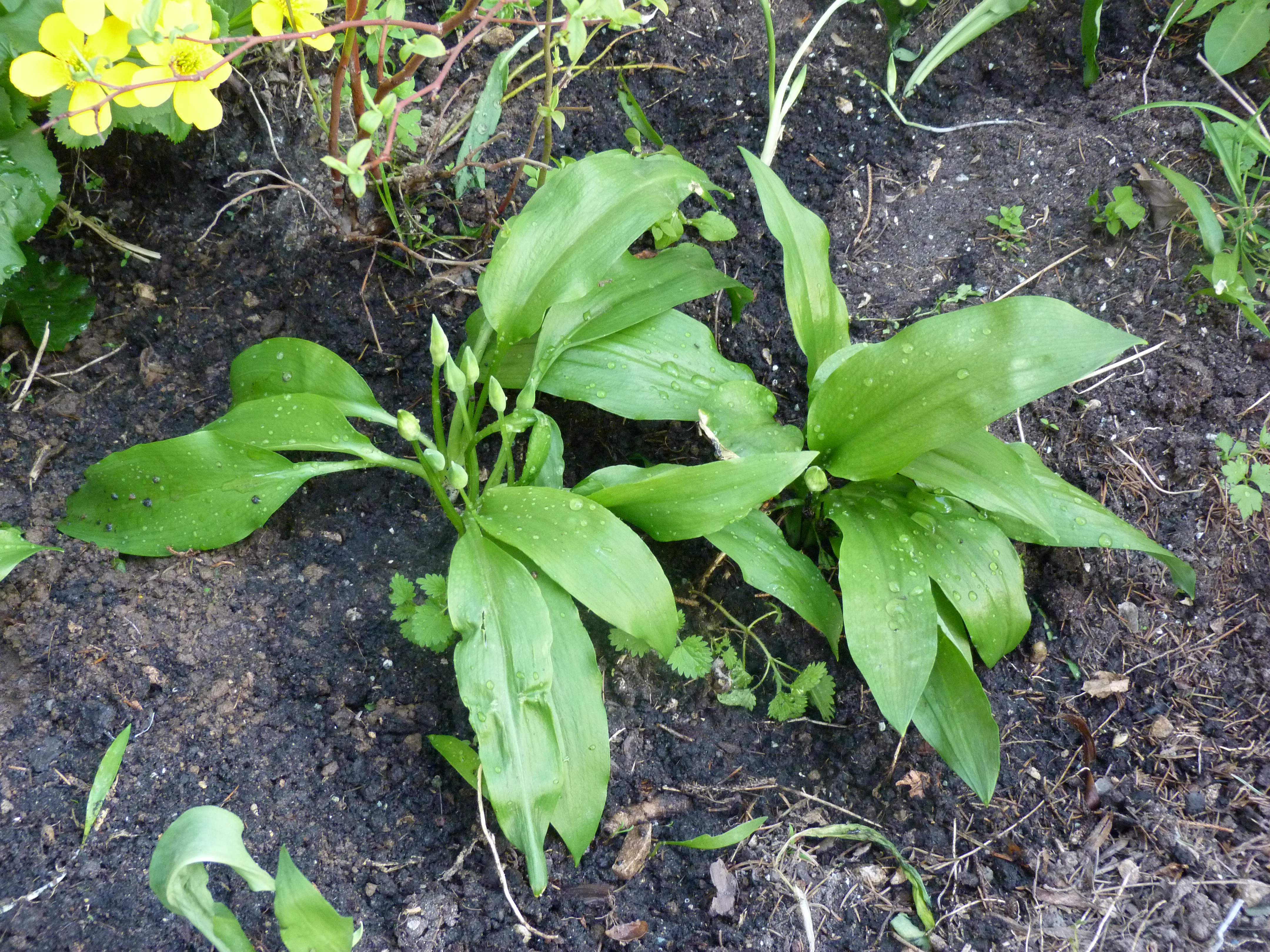
Medvehagyma – Buda, 2013

Kedvezően hat a gyomorra, a bélrendszerre, krónikus hasmenés és szorulás ellen jó hatású, a szédülést, fejfájást enyhíti, a magas vérnyomást csökkenti, tisztítja a vesét és a húgyhólyagot, elősegíti a vizelet ürítését, tisztítja a vért. Természetes Antibiotikum.
Léteznek medvehagyma kivonatok, cseppek, kenőcsök. Ezek a termékek egyre inkább nem csak a március-áprilisi "medvehagyma szezonban" népszerűek, hanem egész évben is. 

## Tartósítása
Frissen a leghatékonyabb és legfinomabb. Eltartható aprítva sóval összekeverve, olajban, valamint a legegyszerűbb ha lezárt nejlonzacskóban lefagyasztjuk. Célszerű kis zacskókban lefagyasztani és úgy eltenni, hisz akkor nem kell felengedni mindet. A fagyasztás után a felengedett medvehagyma rostjai szétesnek és sötétedik, valamint némi levet ereszt, azonban még mindig a fagyasztás őrzi meg hatóanyagának nagy többségét. Tartósíthatjuk továbbá olajban. Ez esetben a száraz leveleket leöntjük olívaolajjal és kész. A friss medvehagymát kicsit tovább tarthatjuk frissen ha vákuumcsomagoljuk. 

## Élettani hatása
Enyhe vérlemezke- (trombocita-) összecsapódást gátló aktivitással is rendelkezik. Véralvadásgátló szerekkel együtt fogyasztása nem javasolt, mert a vérzés kockázatát fokozza. Ugyanezért nem szabad hagymát enni műtétek előtt, és rendszeres fogyasztása a nem szteroid  gyulladáscsökkentőt szedő betegek számára csak orvosi felügyelettel engedhető meg.
Általában a hagymaformák idegrendszerre gyakorolt nyugtató hatása kiemelkedő. Női problémák, illetve nőknél változó kori panaszok esetén segít.A hagymaformák a védikus tanítások szerint radzsasztikus ételek, azaz a vágyat, szenvedélyt erősítik, illetve az érzelemtestre hatnak.